# 마쓰다이라 노부야스 (1559년)
마쓰다이라/도쿠가와 노부야스(일본어: 松平/徳川 信康, 1559년 4월 13일 - 1579년 10월 5일)는 센고쿠 시대부터 아즈치모모야마 시대까지의 무장으로, 에도 막부(江戸幕府) 초대 쇼군인 도쿠가와 이에야스(徳川家康)의 적장자이다. 어머니는 세키구치 지카나가(関口義広)의 딸이자 이마가와 요시모토(今川義元)의 조카딸인 세나(瀬名, 쓰키야마도노築山殿)이다. 안쇼 마쓰다이라가(安祥松平家)의 7대 당주로 후일 마쓰다이라 종가의 거성인 오카자키 성(岡崎城)의 성주가 되면서 조부 마쓰다이라 히로타다(松平広忠)의 별칭이기도 했던 오카자키 사부로(岡崎三郎)라는 이름을 물려받아 사용하기도 하였다. 오다 노부나가(織田信長)의 딸 도쿠히메(德姫)와 혼인하였으나 후일 오다 노부나가의 명령으로 자결하였다.

## 이름
일반적으로 마쓰다이라 노부야스(松平信康)로 표기되고 있으나, 아버지 이에야스는 노부야스의 원복(元服, 관례) 이전인 에이로쿠(永禄) 9년(1566년) 이미 도쿠가와(徳川)로 성을 바꾸었기 때문에 생전에는 도쿠가와 노부야스(徳川信康)라는 이름으로 불리고 있었던 것이 된다. 그러나 에도 시대(江戸時代)에 이르러 막부가 「도쿠가와」 성을 쇼군 가문과 고산케(御三家)에 한정해서 쓰도록 했기 때문에 노부야스는 사후 「마쓰다이라 노부야스」로 격하되었다.

## 생애

### 초기
에이로쿠 2년(1559년) 3월 6일 당시 마쓰다이라 모토야스(松平元康)를 자처하였던 후일의 도쿠가와 이에야스의 적장자로 슨푸(駿府)에서 출생하였다. 이마가와 씨의 인질이라는 신분으로 어린 시절을 슨푸에서 보냈으나, 오케하자마 전투(桶狭間の戦い) 이후 도쿠가와 군의 포로가 된 우도노 우지나가(鵜殿氏長), 우지쓰구(氏次)와의 인질 교환을 조건으로 풀려나 마쓰다이라 가문의 거성인 오카자키성(岡崎城)으로 거처를 옮겼다.

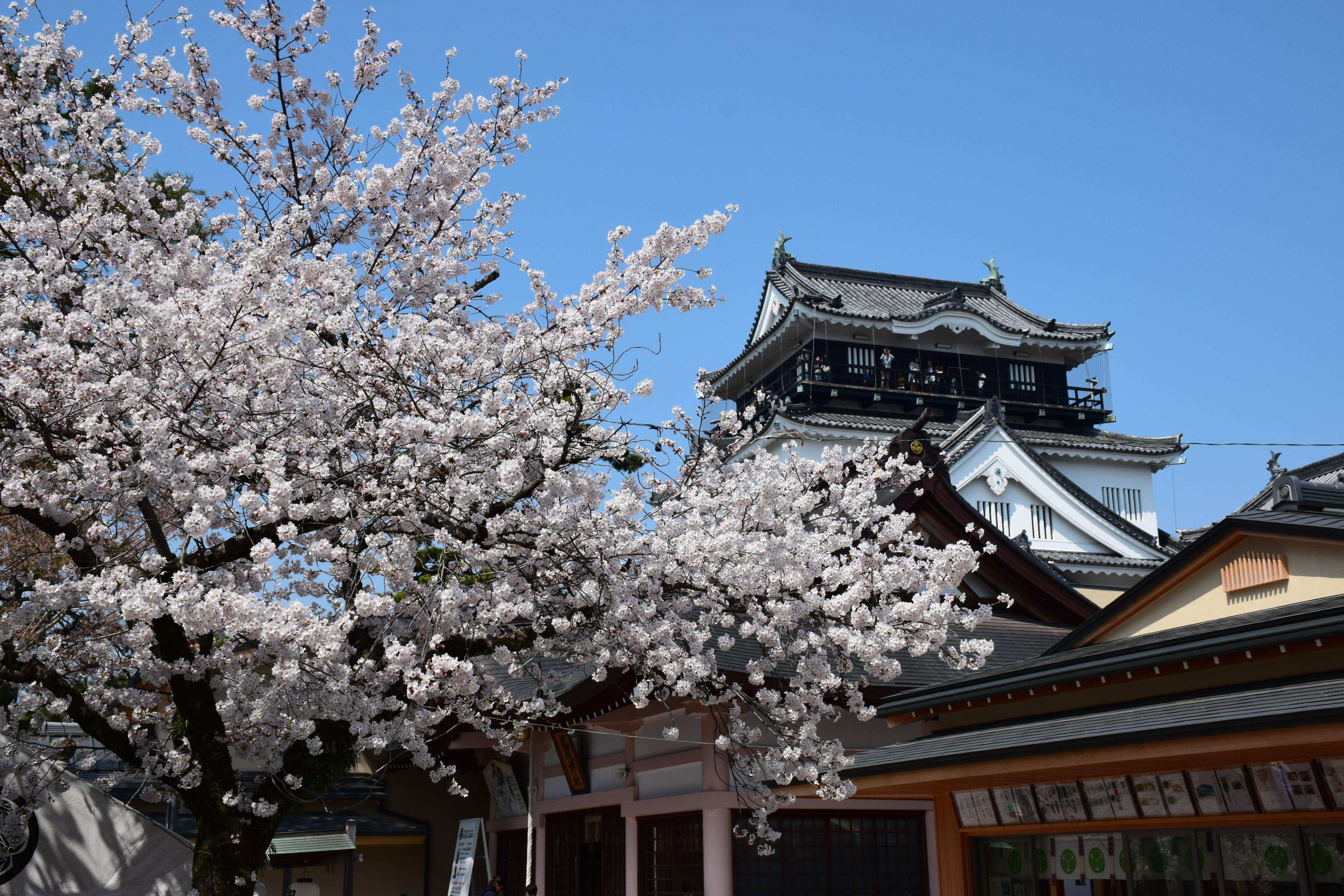
오카자키 성

에이로쿠 5년(1562년), 이에야스와 오다 노부나가 사이에 기요스 동맹이 성립하면서 에이로쿠 10년(1567년) 5월 9세의 나이에 노부나가의 딸이자 같은 나이였던 도쿠히메와 혼인하였다. 같은 해 6월 이에야스가 하마마쓰성(浜松城)으로 거처를 옮기면서 사실상 오카자키성을 물려받았다. 같은 해 7월에는 관례를 치르고 노부나가로부터 「노부」(信)라는 편휘를 하사받아 노부야스(信康)로 개명하였다.
덴쇼 3년(1575년) 17세 때 나가시노 전투(長篠の戦い)에 처음으로 출진한 뒤 다케다 씨와의 싸움에 여러 번 참가하였다. 특히 덴쇼 5년(1577년) 8월 도토미 요코스카 전투(遠江横須賀の戦い)에서 퇴각할 때에는 후방을 맡아 다케다 군이 오오이가와(大井川)를 넘지 못하게 막는 등 공을 세웠으며 통솔력이 뛰어나 영지인 오카자키의 백성들을 잘 다스려 부친 이에야스를 기민하게 보좌하였다. 노부야스보다 1세 연하로 동시대의 인물이었던 오쿠보 다다타카(大久保忠教)는 저서 『미카와 이야기』(三河物語)에서 노부야스를 전쟁 이야기를 자주 즐기고 승마와 매사냥이 취미인 전형적인 무인으로 평가하였다.

### 할복 사건

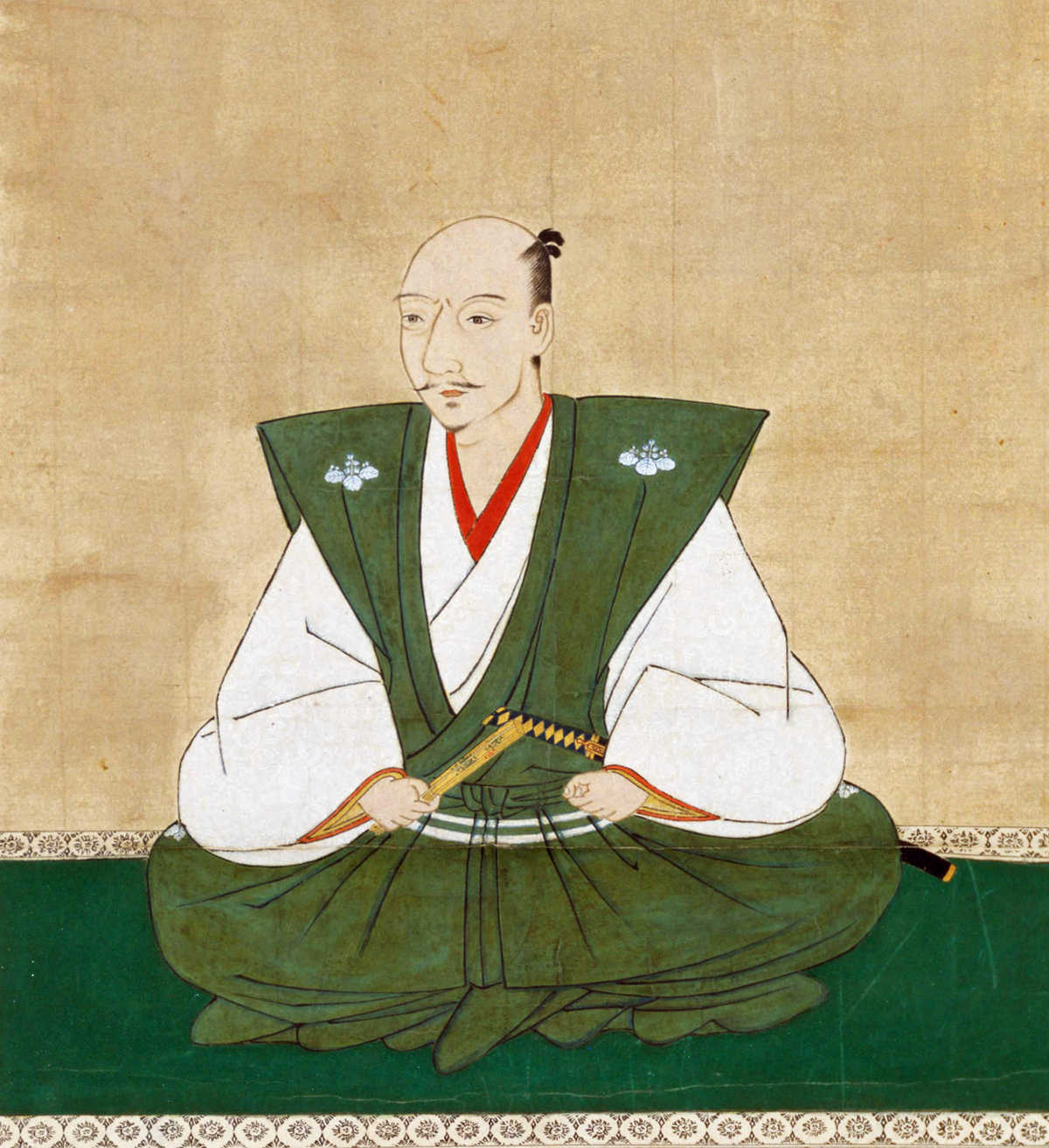
오다 노부나가

『미카와 이야기』(三河物語)에 따르면 노부야스의 자결을 둘러싼 사건의 전말은 다음과 같다.
오다 노부나가의 딸이자 노부야스의 정실이었던 도쿠히메는 오다 가문을 자신의 친정 이마가와 씨를 멸망시킨 원수로 여겼던 시어머니 쓰키야마도노와 사이가 나빴고, 이로 인해 남편 노부야스와의 관계도 소원해졌다. 결국 덴쇼 7년(1579년) 12조목의 편지를 쓴 도쿠히메는 마침 사자의 신분으로 오다 가문을 방문할 예정이었던 도쿠가와 가문의 중신 사카이 다다쓰구(酒井忠次)의 편으로 아버지 오다 노부나가에게 이 편지를 보냈다. 편지의 구체적인 내용은 밝혀지지 않았으나 대략적으로는 노부야스의 비행을 알리고 특히 쓰키야마도노가 다케다 가쓰요리(武田勝頼)와 내통하고 있음을 밝히는 내용일 것으로 추측되고 있다. 편지의 내용에 충격을 받은 노부나가는 편지를 가져온 사자인 사카이 다다쓰구를 불러 사실 여부를 추궁하였는데, 사카이 다다쓰구는 노부야스를 전혀 감싸지 않고 모든 것을 사실로 인정하였다. 이에 노부나가는 노부야스의 부친 이에야스에게 노부야스를 할복시킬 것을 요구하였다.
도쿠가와 가문 내에서는 가문의 적자를 자결케 하는 것에 대해 반대의 목소리가 높았고, 심지어 노부나가와의 동맹을 파기할 것을 주장하는 가신도 있었다. 또한 노부야스의 보좌를 맡고 있던 히라이와 지카요시(平岩親吉)는 노부야스를 제대로 보필하지 못한 자신의 죄를 물어 자신의 목을 대신 노부나가에게 바치고 노부야스의 목숨을 구명할 것을 제안하기도 하였다. 그러나 도쿠가와의 중신이 이미 모든 사실을 인정한 이상 어떤 방법으로도 노부나가의 분노를 가라앉히는 일은 어려우리라고 판단한 이에야스는 결국 노부야스의 처결을 결정하였다.

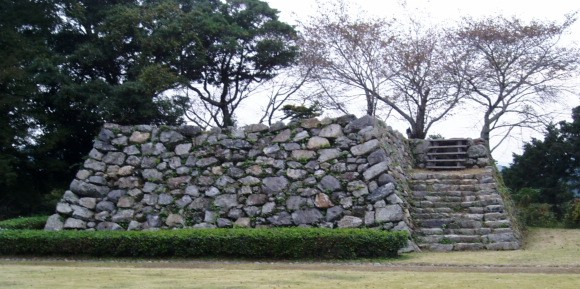
후타마타 성

우선 8월 29일 노부야스의 생모 쓰키야마도노가 후타마타 성(二俣城)으로 호송되던 도중 사나루 호수(佐鳴湖) 인근의 논두렁에서 도쿠가와 가문의 가신인 오카모토 도키나카(岡本時仲), 노나카 시게마사(野中重政)의 손에 살해되었다. 이어 9월 15일 후타마타 성에 유폐되어 있던 노부야스에게 공식적으로 할복 자살 명령이 내려졌다. 이때 가이샤쿠를 해 줄 인물로 핫토리 마사나리(服部正成)가 결정되었으나, 아무리 주군의 명령이라고 해도 주군에게 칼날을 겨누는 일은 할 수 없다고 핫토리 마사나리가 이를 거부하면서 다른 사람이 대신하였다. 향년 21세.
노부야스의 목은 일단 노부나가 앞으로 보내진 다음 와카미야 하치만구(若宮八幡宮)에 묻혔다. 한편으로 같은 시기에 마쓰다이라 이에타다(松平家忠)를 비롯한 도쿠가와 가신들이 「노부야스와 내통하지 않는다」는 기청문(起請文)을 작성했다고 한다.

## 인물 및 사건
- 무용이 뛰어난 무장으로 다음과 같은 일화를 남기고 있다. 미카와 이야기(三河物語)는 노부야스가 평소 입에 올리던 것은 대부분 전쟁과 관련한 것이 아니면 승마나 매사냥에 대한 것밖에 없는, 전형적인 무골이었다고 적고 있다.
  - 덴쇼 3년 이에야스가 오야마 성(小山城)에서 퇴각했을 때 군의 후미를 맡아서 퇴각에 성공했고, 이에야스는 아들을 크게 칭찬했다(도쿠가와 실기徳川実紀). 또 다케다군과 치른 어떤 전투에서도 다케다군을 상대로 군의 후미를 맡아서 한 발짝도 물러나지 않았고, 이에야스는 「실로 용장이로구나. 가쓰요리가 설령 10만 군사를 이끌고 와서 맞서더라도 내가 두려울 것이 무엇이 있겠느냐」며 감탄했다고 한다.(대천삼지大川三志).
  - 가쓰요리의 본진을 단 한 명만 거느린 채 엿보고 돌아와서 아버지 이에야스에게 결전을 진언하는 용맹한 모습도 보였다(마쓰다이라 이야기松平物語).
- 간겐문서(寛元聞書)라는 문헌에서는 장인인 오다 노부나가가 마쓰다이라 노부야스를 두려워했다고 적고 있다. 노부나가가 노부야스의 할복을 명한 것도 노부나가가 자신의 후계자인 오다 노부타다(織田信忠)보다도 노부야스의 기량이 뛰어난 것을 두려워했기 때문이라는 사학자 다카야나기 미쓰토시(高柳光壽)의 주장도 있지만 확실한 것은 아니다.
- 이에야스로부터 푸대접을 받았던 이복동생 히데야스(秀康)를 불쌍히 여겨 이에야스와 만나게 해 주는(『쓰야마 마쓰다이라 세이코 공 연보』津山松平浄光公年譜) 등 인정 있는 면모도 있었다.
- 후타마타 성에 유폐되어 있는 내내 후타마타 성주로 이에야스의 신뢰가 두터웠던 오쿠보 다다요(大久保忠世)에게 자신의 결백함을 강하게 주장하였다고 한다. 할복 당시에는 핫토리 마사나리의 가이샤쿠를 받을 것으로 정해졌으나 막상 핫토리 마사나리가 울며 차마 검을 내리치지 못하자 곁에 있던 야마시로노카미(山城守) 아마카타 미치쓰나(天方道綱)가 대신 가이샤쿠를 해 주었다는 설이 있다. 이후 미치쓰나는 이에야스가 아들의 죽음을 전해듣고 슬퍼하는 것을 보고 출가하였다고 한다(『가시와자키 이야기』柏崎物語). 또 노부야스의 죽음 소식을 듣고 따라 죽는 사람도 많았다.
- 어느 날 오쿠보 다다요나 사카이 다다쓰구와 함께 고와카마이(幸若舞)의 '미쓰나카(滿仲)'를 보던 이에야스가 극중 주군을 위해 자신의 아들을 대신 희생시키는 장면에서 눈물을 흘리며 「둘 다 좀 보게, 응? 저것 좀 보라고」라고 말해서 두 사람 모두 사색이 되었다고 한다(동무담총東武談叢). 동무담총에는 또 말년에 사카이 다다쓰구가 가독을 이은 아들 이에쓰구(家次)의 영지가 적은 것을 이에야스 앞에서 불평하자, 이에야스가 「자네도 자식 사랑을 아나?」라고 일침을 놓았다는 일화를 전하고 있다.
- 세키가하라 전투(関ヶ原の戦い) 당시 셋째 아들이자 후계자였던 히데타다(秀忠)가 변변치 못한 모습을 보이자 이에야스는「노부야스가 살아 있었다면 이런 꼴을 보지 않아도 되었을 것을」라고 말하며 히데타다를 크게 질책하였다고 한다. 세키가하라 전투가 일어난 해는 노부야스의 21번째 기일이기도 하였다.[3]
- 세키가하라 전투 전야에 노부야스의 손녀딸과 고니시 유키나가(小西行長)의 적남(嫡男)인 효고노카미(兵庫頭)와의 혼약이 이에야스로부터 유키나가에게 전해졌다. 그 손녀딸은 후쿠시마 마사노리(福島正則)의 양자 마사유키(正之)와 결혼한 마테히메(満天姫)처럼 이에야스의 피를 이었다는 점에서 가까운 혈연이었다고 할 수 있다. 사위로써 고쿠슈 다이묘(国主大名)의 적자가 선택된 데에 대해 이에야스가 노부야스의 혈통을 중시했다는 증거로 해석하기도 한다. 또 노부야스의 가신 가운데 고다이요리아이(交代寄合)로 임명된 자도 있어서 이에야스가 노부야스에 대해 가졌던 신임을 엿볼 수 있다.

## 자녀
- 정실 도쿠히메 : 오다 노부나가의 딸
  - 장녀 도쿠히메(登久姫) : 시나노(信濃) 마쓰모토 번(松本藩) 번주 오가사와라 히데마사(小笠原秀政)의 정실
  - 차녀 구마히메(熊姫) : 하리마(播磨) 히메지번(姫路藩) 초대 번주 혼다 다다마사(本多忠政)의 정실. 2대 쇼군 도쿠가와 히데타다의 장녀 센히메(千姫)의 두 번째 남편 혼다 다다토키(本多忠刻)의 생모이다.
- 측실 아사하라 마사토키의 딸
  - 자녀 미상

## 할복 사건을 둘러싼 여러 설들

### 통설
노부야스와 쓰키야마도노 모자가 화를 입은 직접적인 이유로는 『마쓰다이라기』(松平記) , 『미카와고후도키』(三河後風土記)의 주장이 일반적으로 받아들여지고 있다.
- 노부야스의 경우
  - 천성이 격하고 특히 노부나가로부터 할복 명령을 받을 무렵에는 평소보다 난폭한 행동을 자주 하였으며
  - 영지 백성들의 봉오도리 춤(盆踊り)을 관람하면서 행색이 초라하거나 춤이 서투른 사람들을 향해 재미로 활을 쏘아 죽였고[4]
  - 매사냥을 가던 도중 우연히 승려 한 명을 만나자 사냥길에 승려를 만나면 그날의 포획물이 시원치 않다는 미신에 집착하여 액땜을 한다는 명목 하에 승려를 말꼬리에 매달아 끌고 다님으로서 결국 죽게 하였으며[5]
  - 정실 도쿠히메가 딸만 둘을 낳자 역정을 내어 부부 사이가 냉랭해졌다.

이 같은 에피소드들은 악의적이고 중상 모략에 가깝게 서술된 경향도 있어 널리 알려진 것과는 별개로 사료로써 완벽하게 신뢰할 수 있는 내용의 것은 아니다. 그러나 그 밖에 『도다이키(当代記)』에서도 노부야스가 성격이 급하고 가신들에게 거칠게 행동했다는 기록은 존재한다.
- 또한 쓰키야마도노의 경우
  - 남편 이에야스가 이마가와씨를 배신하고 오다 측에 가담하면서 아버지 세키구치 지카나가가 강제로 할복할 수밖에 없었던 것을 원망하여 이에야스를 몹시 증오하고 있었으며
  - 중국인 의사와 정을 통하고 은밀하게 다케다 씨와도 밀통하고 있었다.

이 같은 이야기는 『마쓰다이라기』에는 기재되어 있으나 『미카와 이야기』를 비롯한 다른 자료에는 기록되어 있지 않다.

### 이에야스-노부야스 부자의 불화설
통설상으로는 이에야스가 오다 노부나가의 강요에 의해 아들 노부야스에게 자결을 명령한 것으로 알려져 있으나, 최근에는 그보다는 이에야스와 노부야스 부자의 불화 자체가 비극의 원인이었다는 설도 제기되고 있다. 『아즈치 일기(安土日記)』, 『도다이키』(当代記)에 따르면 애초 사건 발단의 원인 중 하나인 이에야스의 가신 사카이 다다쓰구가 그 당시 오다 노부나가를 방문한 이유 중 하나가 이에야스의 명령에 의해 이에야스와 노부야스 부자의 불화를 상담하기 위한 것이었다는 것이다. 또한 오다 노부나가는 사카이 다다쓰구의 방문에 대한 답으로 「노부야스를 죽이라」(信康を殺せ)가 아니라 「이에야스의 뜻대로 하도록」(家康の思い通りにせよ)이라고 하였기 때문에 노부야스는 물론이고 언급되지 않은 노부야스의 생모 쓰키야마도노마저 한꺼번에 제거된 것은 이에야스의 의중이 무엇보다 우선이었다고 추측하는 계기가 되었다. 또한 노부야스를 거성 오카자키 성에서 추방해 후타마타 성에 유폐시킨 이에야스는 이후 노부야스와 오카자키 성의 노부야스 가신들의 연락을 금지했고, 심지어 노부야스의 가신들에게 노부야스와 몰래 내통하지 않을 것을 맹세하는 서약서를 쓸 것을 강요하기도 하였다.
『오오미카와시』(大三川志)에 따르면, 이에야스와 노부야스에 대해 「(노부야스가) 어릴 적에는 건강하고 무사하게 크기만 하면 족하다고 여겨 오냐오냐 키우는 바람에 성인이 된 뒤 아무리 가르치고 설득하려고 해도 노부야스는 부모를 존경하지 않았고, 그 결과 부자 관계는 몹시 나빠져 비극의 원인이 되고 말았다」라고 서술하고 있다. 또한 『도다이키』에도 노부야스가 부친 이에야스의 명령을 어기는 것은 물론이고 장인인 오다 노부나가 역시 우습게 여겨, 부모와 가신들이 노부야스를 단념할 수밖에 없었다는 대목이 있는 등 당시 이에야스와 노부야스 부자 간의 갈등이 있었음을 시사하는 기록이 존재한다.
또한 이에야스는 여러 자녀들 중 유독 차남 유키 히데야스(結城秀康)와 6남 마쓰다이라 다다테루(松平忠輝)를 사랑하지 않았는데, 특히 마쓰다이라 다다테루에 대해서는 「생긴 게 괴이하고 사부로(노부야스)의 건방진 얼굴과 많이 닮았다」(面貌怪異、三郎ノ稚顔ニ似タリ) 「무섭고 억센 얼굴이 꼭 어린 시절 사부로(노부야스)를 떠올리게 만들어 볼 때마다 꺼려지는구나」(おそろしき面魂かな、三郎が幼かりし時に違ふところなかりけりと仰せけり)라고 말하는 등 마쓰다이라 다다테루를 꺼리는 이유를 '노부야스와 닮았기 때문'이라고 밝히고 있어 이 역시 이에야스와 노부야스의 좋지 못한 관계를 간접적으로 드러내는 일화로 여겨지고 있다.
다만 세키가하라 전투 때에 히데타다가 늦게 온 것에 대해 이에야스는 「노부야스가 살아있었다면 지금 이런 것은 생각도 못했을 것이야」(信康がいればこんな思いをしなくて済んだ)라고 했다거나, 만년에는 「부자간에 사이가 좋아야 하는데」(父子の仲平ならざりし)라며 그때의 사건에 대해 후회하는 모습을 보였다.

## 생존설
무라오카 소이치로(村岡素一郎)는 「사의(史疑) 도쿠가와 이에야스의 사적(事蹟)」(史疑徳川家康事蹟)에서 매장된 노부야스의 유해는 바꿔치기된 것이고 본인은 자신을 동정했던 가신들에 의해서 하마마쓰 산(浜松山) 산속으로 달아났다는 생존설을 제창하였다. 그의 주장은 다음과 같다.
간에이(寛永) 10년(1633년) 무렵 사이고쿠(西国) 지역의 다이묘를 섬기던 어느 파발꾼이 에도로 향하던 도중에 길가를 지나다 나이가 일흔 중반은 되어 보이는 노인을 만났는데, 노인은 비상한 관록을 풍기고 있었다. 어디선가 왔는지 알 수 없는 그 노인은 파발꾼에게 "지금은 누구의 시대인가?"라고 물었고, 파발꾼은 내심 그런 것도 모르는가 하고 노인을 비웃으면서 "3대 쇼군이신 이에미쓰 공의 시대요"라고 대답했는데, 노인은 고개를 끄덕이고는 "도이 진자부로(土井甚三郎)는 잘 지내고 있으려나?"라고 물어 왔다고 한다. 하지만 파발꾼은 그것이 누구를 말하고 있는지 알 수 없었고 아무래도 머리가 이상한 노인 같다는 생각이 들어, 무시하고 왔다. 그러나 에도에서 그 이야기를 전했을 때, 도이 진자부로는 현재의 로슈 도이 도시카쓰의 아명이라는 것을 알게 되었다. 그리고 막부의 로슈를 그런 이름으로 부르는 인물은 평범한 사람이 아니고 도쿠가와 가문과 모종의 관련이 있는 사람이 아니냐는 이야기로 번졌다. 한때 그 노인의 정체는 오카자키 삼봉행의 한 사람으로 꼽혔던 아마노 야스노리(天野康慶)가 아니냐는 소문이 나기도 했다.
이 기록을 찾아낸 무라오카는 노인의 정체가 아마노 야스노리였다면 살아 있었을 때 나이가 100살이 넘으므로 무리라고 생각하고, 다른 사람을 후보로 떠올리던 가운데 어쩌면 그 노인은 노부야스가 아닐까 하는 견해를 내놓았다. 우선 간에이 10년(1633년)당시 노부야스가 살아 있었다면 70대 중반이 될 테므로 나이도 들어맞을 뿐더러, 그 노인이 나타난 인근 마을 촌장의 집에는 평범한 사람이 가질 수 있는 것으로는 생각되지 않는 훌륭한 갑주나 거울이 안치되어 있었고, 마을 주민들은 모두 후지와라 성을 자처하고 있었는데, 후지와라 성은 옛날 이에야스도 사용했던 적이 있는 성씨이기도 했다. 이러한 근거를 들어 노부야스는 추적을 피해 하마마쓰 마을에 숨어 살며 여생을 보낸 것이 아닌가 주장했던 것이다.
그러나 이러한 기술들은 사실로 보기는 어려우며, 사실이라 하더라도 그 노인이 정말 노부야스였는가 하는 것은 알 수 없다.

## 참고 문헌
- 모리모토 마사히로(盛本昌広),『마쓰다이라 이에타다 일기(松平家忠日記)』, 角川選書, 1999년, ISBN 4-04-703304-9
- 다니구치 가쓰히로(谷口克広),『노부나가와 사라진 가신들(信長と消えた家臣たち)』, 中公新書, 2007년, ISBN 978-4-12-101907-3
- 덴큐 고로(典厩五郎), 『이에야스의 봉인된 과거 - 왜 장남과 정실을 말살했는가(家康、封印された過去 なぜ長男と正妻を抹殺したのか)』, PHP研究所, 1998년, ISBN 4-569-60406-4